# ユーティリティコンピューティング
ユーティリティコンピューティング（英: Utility computing）とは、リソース（CPUやストレージ）を電気/ガス/水道や電話のように使用した分だけ料金を課すようにサービスとしてパッケージ化すること。

## 概要
ユーティリティコンピューティングでは、システム構築の初期投資が少ないか、ほとんどかからない。その代わり、計算リソースは基本的にレンタルされる。顧客は急に大規模な計算能力が必要になったり、アクセスが集中して処理能力が必要になった場合でも、新たなコンピュータ群を物理的に調達して配線などを行う時間をとることなく、必要に応じてリソースを追加利用できる。
ホスティングサービスでも、個々のサーバをレンタルして利用可能にすることは素早くできる。例えば、Webサイトの突然のアクセス集中に備えて、Webサーバ群を事前に用意しておくなどの対応が可能である。
「ユーティリティコンピューティング」と言った場合、一般に（ストレージや計算能力の）何らかの仮想化を想定しており、利用可能なリソースは単一のコンピュータシステムよりも大きい。つまり、複数のサーバシステムを使って1つのシステムを構築している。これは例えば、コンピュータ・クラスターをレンタル専用に構築するようなもので、場合によってはスーパーコンピュータを使用することもありうる。このような、複数のコンピュータ上で1つの計算を行う技法を分散コンピューティングと呼ぶ。
「グリッド・コンピューティング」という用語も分散コンピューティングの一形態を指すが、利用形態ではなく、物理的構成や組織的構成を指す用語である。
ユーティリティコンピューティングの定義は、Webサービスのような特定の業務と結びつけてなされることがある。
2006年に提唱され、広く普及したクラウドコンピューティングは、商用のサービスとして捉えた場合には、契約に対する考え方が全く異なっている。ユーティリティ・コンピューティングではメインフレーム時代と同じく、利用可能な性能やメモリ容量，サービスの利用可能な場所などが公開されており、厳格な契約を経て利用が開始されるものであって、1分1秒単位で変化する需要の増減に応じて利用する計算リソースの量を変更することは出来ない。従って、急激な需要増で処理遅延を招きやすく、需要が少ないときは無駄なコストが発生する。しかし、クラウドコンピューティングではユーザーから見て設定1つで（時には全自動で）計算リソースの変更が行えるため、需要の増減に追従して計算リソースの量を増減させることができる。結果として必要な時に必要なだけ計算リソースを利用することが出来るため、ユーティリティ・コンピューティングと比較して、コスト面で効率的な利用形態であると言える。

## 歴史
ユーティリティコンピューティングは新しい概念というわけではなく、長い歴史がある。1961年、ジョン・マッカーシーはマサチューセッツ工科大学の100周年にあたって、次のように述べている。
私が主張した種類のコンピュータが将来現実となるならば、電話が公共設備となったようにコンピューティングが公共設備となる日が来るかもしれない…コンピュータ・ユーティリティは新たな重要な産業基盤となるかもしれない。
1964年のMulticsでも、コンピュータ・ユーティリティの考え方が根本にあった。
IBMはメインフレームと電子タイプライターを電話回線で接続し、計算能力とデータベース用ストレージ領域を銀行などに提供する事業を行っていた。
2000年、サン・マイクロシステムズは Sun Grid サービスを開始し、最近では時間単位で計算能力を利用できるサービスを提供している。InsynQ はヒューレット・パッカードのコンピュータなどを使い、1997年からユーティリティコンピューティングのサービスを開始した。
クラウドコンピューティングの先駆けではあるが、2006年8月25日、Amazon.com は Amazon EC2 を開始した。これは、最小リソースで1時間当たり0.1ドルからのコストでリソースを提供するサービスで、ストレージ容量とインターネット上のデータ転送量によっても課金される。仮想化は Xen を使い、レンダリングや計算処理だけでなく、Webサーバクラスタなどとしても利用できる。以後、クラウドコンピューティングが急速にシェアを伸ばすことになった。